# Journeyman (album)
Journeyman je jedenácté sólové studiové album anglického hudebníka Erica Claptona. Vydala jej v listopadu roku 1989 hudební vydavatelství Duck Records a Reprise Records. Album produkovali Russ Titelman a Jill Dell'Abate. Na albu se podíleli například Phil Collins, George Harrison, Cecil Womack a mnoho dalších. V hitparádě Billboard 200 se album umístilo na šestnácté příčce.

## Seznam skladeb
| Pořadí | Název                  | Autor                      | Délka |
| ------ | ---------------------- | -------------------------- | ----- |
| 1.     | Pretending             | Jerry Lynn Williams        | 4:48  |
| 2.     | Anything for Your Love | Williams                   | 4:16  |
| 3.     | Bad Love               | Eric Clapton, Mick Jones   | 5:11  |
| 4.     | Running on Faith       | Williams                   | 5:27  |
| 5.     | Hard Times             | Ray Charles                | 3:00  |
| 6.     | Hound Dog              | Jerry Leiber, Mike Stoller | 2:26  |
| 7.     | No Alibis              | Williams                   | 5:32  |
| 8.     | Run So Far             | George Harrison            | 4:06  |
| 9.     | Old Love               | Clapton, Robert Cray       | 6:25  |
| 10.    | Breaking Point         | Marty Grebb, Williams      | 5:37  |
| 11.    | Lead Me On             | Cecil Womack, Linda Womack | 5:52  |
| 12.    | Before You Accuse Me   | Ellas McDaniel             | 3:55  |

## Obsazení
- Eric Clapton – zpěv, kytara, dobro
- Nathan East – baskytara, doprovodné vokály
- Jim Keltner – bicí, perkuse, tamburína, programování bicích
- Phil Collins – bicí, doprovodné vokály
- David Sanborn – altsaxofon
- Robert Cray – kytara
- Phil Palmer – kytara
- John Tropea – kytara
- George Harrison – kytara, doprovodné vokály
- Cecil Womack – kytara, zpěv
- Jerry Lynn Williams – kytara, doprovodné vokály
- Gary Burton – vibrafon
- Jeff Bova – syntezátory, programování bicích
- Jimmy Bralower – programování bicích
- Alan Clark – syntezátor, klávesy, varhany
- Robbie Kondor – syntezátor, harmonika, klávesy, vokodér, programování bicích
- Rob Mounsey – syntezátor
- Robby Kilgore – syntezátor
- Greg Phillinganes – syntezátor, klavír, klávesy, doprovodné vokály
- Richard Tee – klavír, elektrické piano
- Carol Steele – perkuse, konga, tamburína
- Arif Mardin – aranžmá
- Linda Womack – zpěv
- Daryl Hall – doprovodné vokály
- Tawatha Agee – doprovodné vokály
- Lani Groves – doprovodné vokály
- Chaka Khan – doprovodné vokály
- Tessa Niles – doprovodné vokály
- Vanessa Thomas – doprovodné vokály
- Hank Crawford – altsaxofon
- Ronnie Cuber – barytonsaxofon
- David „Fathead“ Newman – tenorsaxofon
- Jon Faddis – trubka
- Lew Soloff – trubka